# Декнаволок
Декна́волок (карел. Jekunniemi) — деревня в Кондопожском районе Республики Карелия Российской Федерации. Входит в состав Петровского сельского поселения.

## География
Деревня находится на берегу озера Мунозеро.

## История
4 декабря 1931 года постановлением Карельского ЦИК в деревне была закрыта часовня.

## Население
| 2002 | 2009 | 2010 | 2013 |
| ---- | ---- | ---- | ---- |
| 7    | ↘5   | ↗7   | →7   |